# CV-129
CV-129 (Cuevas de Vinromá - Albocácer, en valenciano y oficialmente Les Coves de Vinromà - Albocàsser), carretera valenciana que comunica la CV-10 a su paso por Cuevas de Vinromá con el municipio de Albocácer y la CV-15 dirección Villafranca del Cid.

## Nomenclatura
La carretera CV-129 pertenece a la red de carreteras de la Generalidad Valenciana. Su nombre está formado por las iniciales CV, que indica que es una carretera autonómica de la Comunidad Valenciana, y el 129 es el número que recibe según el orden de nomenclaturas de las carreteras de la CV.

## Recorrido
| Velocidad | Esquema                                     | Esquema | Esquema                                                                    | Notas |
| --------- | ------------------------------------------- | ------- | -------------------------------------------------------------------------- | ----- |
|           | CV-10 Salsadella - San Mateo La Jana        |         | CV-10 Cuevas de Vinromá 2,8 Castellón 49                                   |       |
|           | Comienzo de la carretera CV-129             |         | Fin de la carretera CV-129                                                 |       |
|           | Puerto de La Mirona (570 m)                 |         | Puerto de La Mirona (570 m)                                                |       |
|           |                                             |         | CV-154 Sarratella                                                          |       |
|           | ALBOCÁCER                                   |         | ALBOCÁCER                                                                  |       |
|           | CV-130 Tírig San Mateo (por Tírig)          |         |                                                                            |       |
|           |                                             |         | CV-164 San Pablo de Albocácer CV-15 Vall d'Alba Puebla Tornesa - Castellón |       |
|           | CV-130 Tírig San Mateo (por Tírig)          |         |                                                                            |       |
|           | ALBOCÁCER                                   |         | ALBOCÁCER                                                                  |       |
|           | centro penitenciario                        |         |                                                                            |       |
|           | Fin de la carretera CV-129                  |         | Comienzo de la carretera CV-129                                            |       |
|           | CV-15 Ares del Maestrat Villafranca del Cid |         | CV-15 Vall d'Alba - Puebla Tornesa Castellón                               |       |

## Actuaciones sobre la CV-129

### Actuaciones realizadas
- 7 de febrero de 2008: Finalización e inauguración de las obras de remodelación del tramo más oriental de la vía.[1]

### Futuras actuaciones
No hay proyectos a la vista